# Fritz von Kaufmann
Pour les articles homonymes, voir Kaufmann.
Fritz Georg August Hermann von Kaufmann (né le 9 janvier 1854 à Steuerwald et mort le 17 juillet 1908 au manoir de Linden, aujourd'hui partie de Wolfenbüttel) est le propriétaire du manoir de Linden, locataire du domaine de Schladen (de) (Harz) et député du Reichstag.

## Biographie
Il est issu d'une famille basée à l'origine à Goslar, élevé au rang de chevalerie impériale au XVIIIe siècle. Son père est l'économiste royal prussien Friedrich von Kaufmann (1822-1895), propriétaire de Linden et Stemmen, qui a reçu le 20 août 1882 la reconnaissance de la noblesse royale prussienne.
Kaufmann fait ses études secondaires à Celle, puis passe un an en Suisse et étudie à Halle et Göttingen. Il apprend l'agriculture et travaille ensuite dans diverses économies. À partir de 1879, il est propriétaire du manoir de Linden et plus tard également locataire du domaine de Schladen. En 1874/75, il sert comme volontaire d'un an au 16e régiment de dragons. Il est également président de l'Association agricole de Wolfenbüttel et membre de la Chambre d'agriculture du duché de Brunswick. En 1897, il est cofondateur et membre du conseil d'administration du chœur d'hommes de Linden.
De 1898 jusqu'à sa mort, il est député du Reichstag pour la 2e circonscription du duché de Brunswick (de) (Helmstedt, Wolfenbüttel) avec le Parti national-libéral. Entre 1899 et 1903, il est également député du parlement brunswickois (de).
Kaufmann se marie le 6 juillet 1880 au manoir de Schladen avec Anna von Hoppenstedt (1859-1937), fille de l'économiste royal prussien Georg von Hoppenstedt, locataire de Schladen et de Liebenburg, et d'Anna Löbbecke. Le couple a un fils Fritz.